# Honda Crosstourer
Honda VFR1200X Crosstourer – japoński motocykl typu turystyczne enduro produkowany przez firmę Honda od 2012 roku.

## Dane techniczne i osiągi
- Typ silnika: 4-cylindrowy, widlasty, 4-suwowy, 16-zaworowy, UNICAM
- Pojemność: 1237 cm³
- Średnica x skok tłoka: 81 × 60 mm
- Stopień sprężania: 12:1
- Układ zasilania: wtrysk
- Maks. moc: 129 KM / 7750 obr./min
- Maks. moment obrotowy (Nm / obr): 126 Nm / 6500 obr./min
- Skrzynia biegów: 6-biegowa
- Przeniesienie napędu: wał napędowy
- Wymiary (dł. x szer. x wys.): 2285 × 915 x 1335 mm
- Rozstaw osi: 1595 mm
- Wysokość siedzenia: 850 mm
- Prześwit: 180 mm
- Pojemność zbiornika paliwa: 21,5 litrów
- Masa pojazdu w stanie suchym: 258 kg (tradycyjna skrzynia biegów)
- Koło przednie: 19 cali, aluminiowa obręcz i szprychy ze stali nierdzewnej
- Koło tylne: 17 cali, aluminiowa obręcz i szprychy ze stali nierdzewnej
- Opona przednia: 110/80-R19MC (59V)
- Opona tylna: 150/70-R17MC (69V)
- Zawieszenie przednie: 43 mm odwrócony widelec teleskopowy z regulacją ugięcia wstępnego sprężyn i siły odbicia amortyzatorów
- Zawieszenie tylne: pojedynczy wahacz, Pro-Link, centralna kolumna resorująco-tłumiąca (sprężyna śrubowa, amortyzator gazowy), bezstopniowa regulacja ugięcia wstępnego sprężyny ręcznym pokrętłem, regulacja siły odbicia amortyzatora
- Hamulce przednie: 310 mm, podwójne tarczowe, C-ABS
- Hamulce tylne: 276 mm, pojedynczy tarczowy, C-ABS

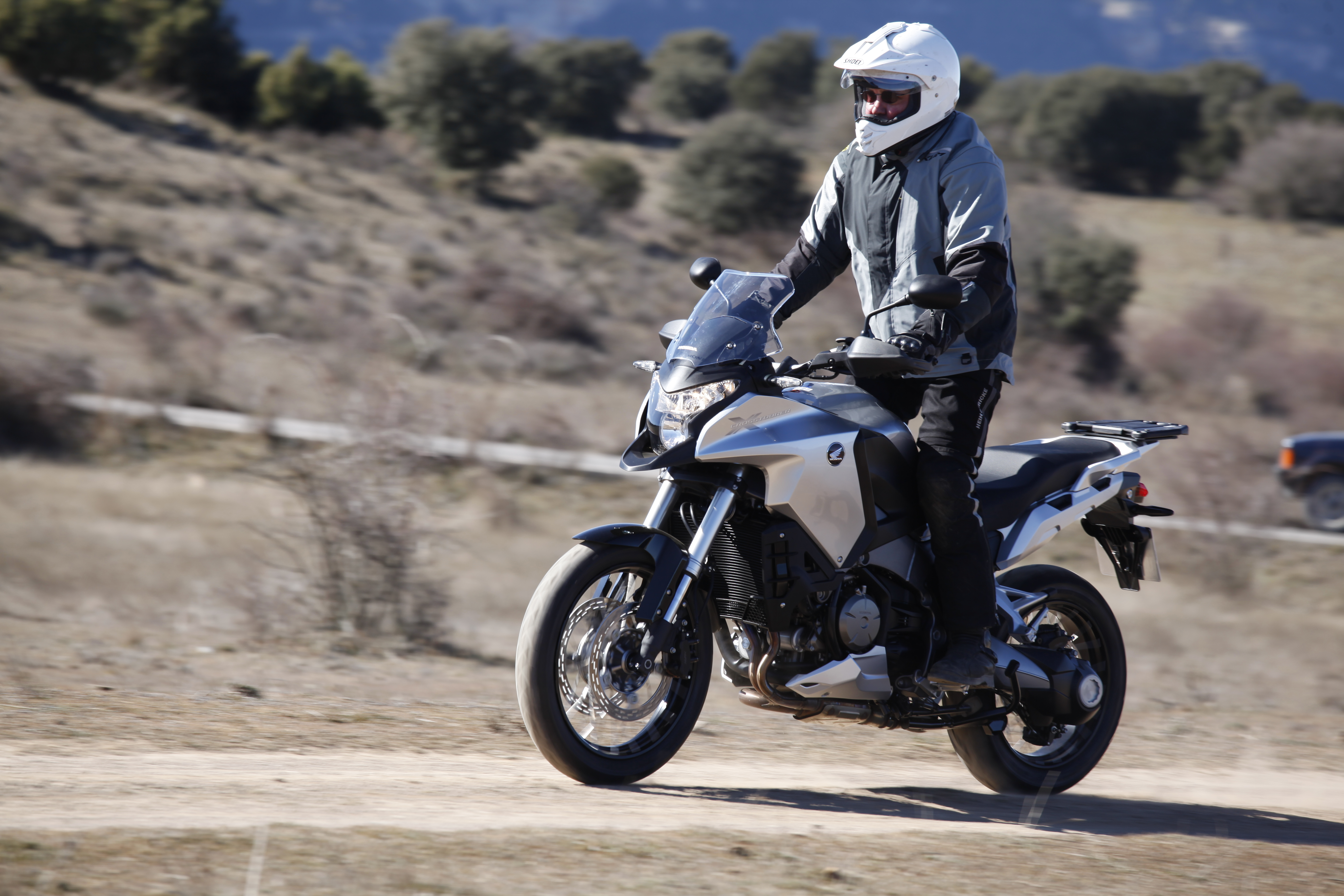
Honda Crosstourer

- Prędkość maksymalna: 209 km/h
- Przyspieszenie 0-100 km/h: 3,6 s